# Stasanor
Stasanor (tiếng Hy Lạp: Στασάνωρ; sống thế kỷ thứ 4 trước Công nguyên) là một người Soli bản địa ở Síp và nắm giữ một vị trí quan trọng trong số các tướng lĩnh của Alexandros Đại đế.

## Tướng lĩnh của Alexandros
Ông có thể đã phục vụ cho Alexandros sau cuộc vây hãm Tyre vào năm 332 TCN thế nhưng tên của ông chỉ được nhắc đến lần đầu tiên trong chiến dịch ở Bactria khi Alexandros cử ông đi chinh phạt Arsames, vị tổng trấn nổi loạn của Aria. Ông đã hoàn thành tốt nhiệm vụ được giao cùng với Phrataphernes và hội quân với Alexandros ở Zariaspa vào mùa thu năm 328 TCN, ông còn bắt sống Arsames và đưa ông ta đi cùng với mình, ngoài ra còn có cả vị tổng trấn của Parthia được Bessus bổ nhiệm là Barzanes.

## Tổng trấn

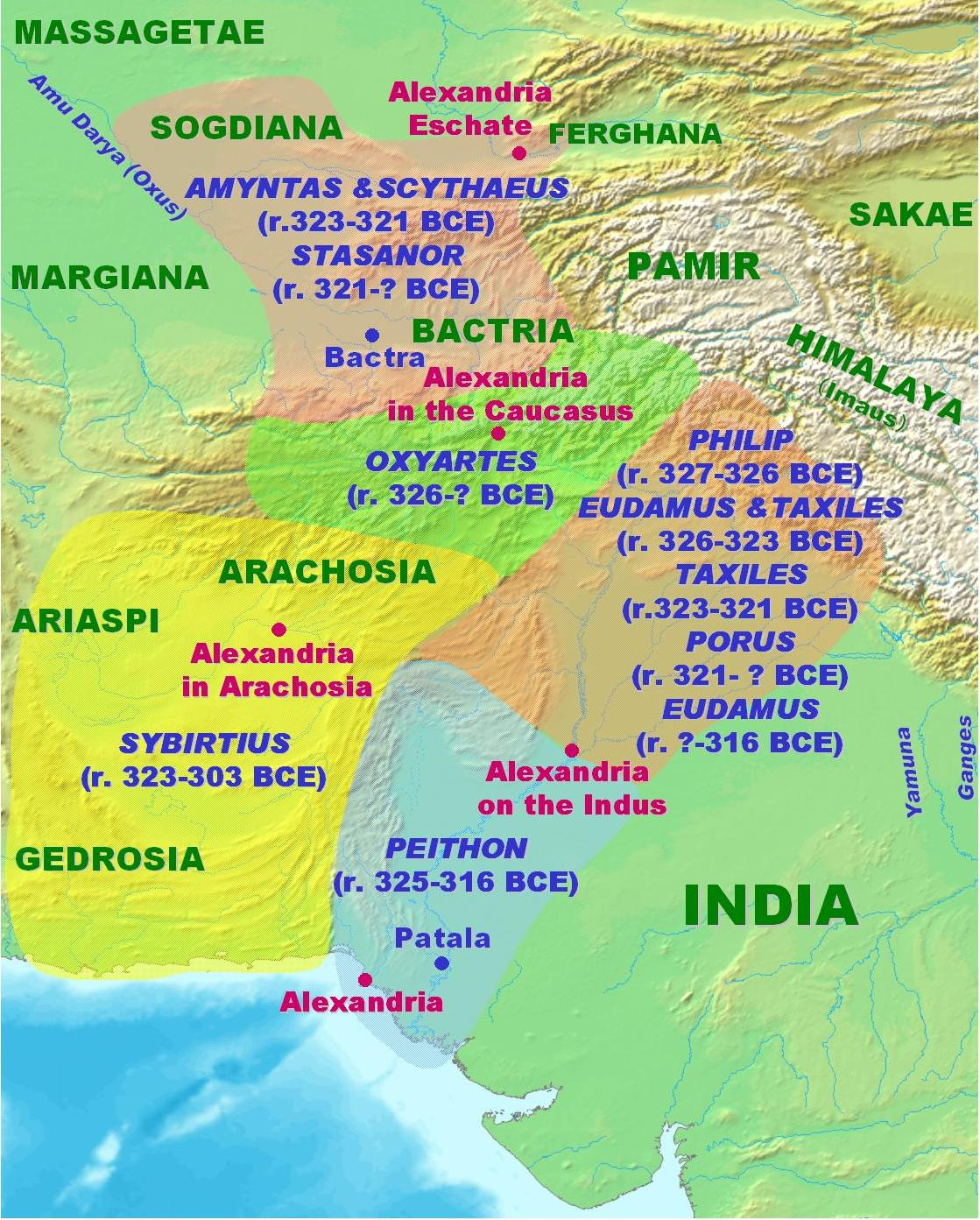
Stasanor đã là tổng trấn của Bactria và Sogdiana từ năm 321 TCN.

Như một phần thưởng cho nhiệm vụ này, ông được phong làm tổng trấn của Aria, tuy nhiên, ngay sau đó ông được đổi làm tổng trấn của Drangiana và nắm giữ chức vụ này trong suốt thời gian Alexandros tiến hành chiến dịch ở Ấn Độ. Khi nhà vua quay trở về, Stasanor là một trong số những người đón ông ta ở Carmania và khi Alexandros tiếp tục hành quân về Persis, ông đã quay trở lại đảm nhiệm chức vụ tổng trấn của mình
Trong cuộc phân chia các tỉnh đầu tiên sau khi Alexandros qua đời (323 TCN), Stasanor vẫn nắm giữ chức tổng trấn Drangiana cũ của mình, nhưng trong cuộc phân chia tiếp theo diễn ra ở Triparadisos (321 TCN), ông đã trao đổi nó để nắm giữ các tỉnh quan trọng hơn là Bactria và Sogdiana. 
Tại đây, ông dường như đã giữ yên lặng trong vài năm và không đứng về phía phe nào. Sau chiến thắng của Antigonos, mặc dù Stasanor rõ ràng có xu hướng ủng hộ Eumenes, Antigonos nhận thấy ông ta nên thận trọng tha thứ cho ông.
Từ thời gian này, tên của ông không xuất hiện trở lại trong lịch sử. Tuy nhiên Justin giải thích rằng khoảng 305 TCN Seleukos tấn công và chiếm Bactria, có lẽ trong một cuộc xung đột với Stasanor hoặc có thể kế nhiệm ông:
"Seleukos thực hiện nhiều cuộc chiến tranh ở Phương Đông sau cuộc phân chia vương quốc Macedonia giữa các đồng minh. Lúc đầu, ông chiếm Babylon; từ đó, sức mạnh của ông tăng cùng với những chiến thắng, ông đã chiếm lấy Bactrians. Ông sau đó đã đi đến Ấn Độ, mà sau khi cái chết của Alexandros, đã ám sát tổng đốc của ông, như thể rũ bỏ gánh nặng của sự nô lệ "Justin XV.4